# Кульман (креслярський інструмент)

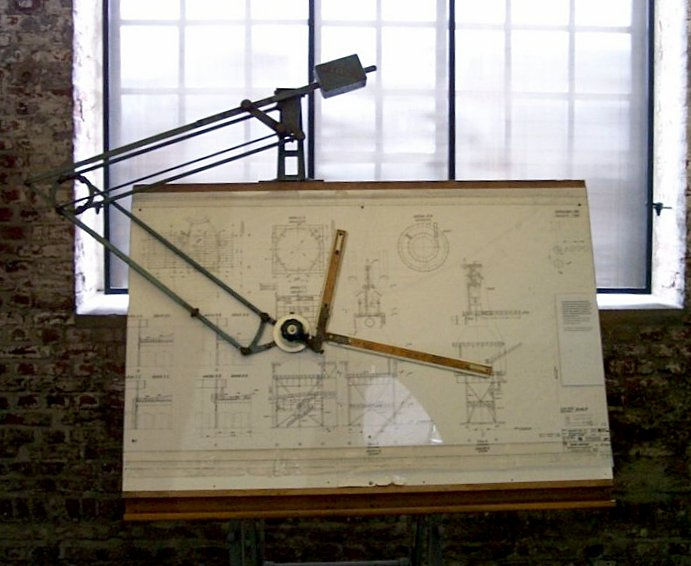

Кульман — креслярський прилад пантографної системи у вигляді дошки, встановленої вертикально або під кутом. Автором однойменного креслярського приладу і засновником однойменної фірми є Франц Кульман (нім. Franz Kuhlmann).
Забезпечує можливість проведення прямих ліній заданої довжини під будь-якими кутами в площині креслярської дошки. Складається з системи важелів, з'єднаних шарнірно у вигляді паралелограма, або координатного типу, що має два взаємно перпендикулярних профілі, по яких переміщаються каретки. Система паралелограмів і одна з кареток забезпечені кутомірною головкою з двома взаємно перпендикулярними масштабними лінійками. Лінійки можуть мати різний масштаб і різну довжину — горизонтальна зазвичай 500 мм, вертикальна 300 мм.